# Cacciamali 685
Le Cacciamali TCC 685 Grifone est un autobus de taille midi fabriqué et commercialisé par le carrossier italien Cacciamali sur une base Iveco à partir de 2005 jusqu'en 2010.

Cette version "Midi" offre 48 places dont 13 assises, 34 debout plus 1 place pour fauteuil handicapé. L'accès pour fauteuil handicapé est favorisé par une plateforme inclinée extractible sous la porte centrale. 
Ce véhicule de taille "midibus" a connu trois générations, la première, baptisée TCC 635 "Grifone", TCC 690 et TCC 685. Cette dernière génération a connu deux versions :
- midibus urbain ou scolaire, surtout commercialisé en Italie où ces véhicules doivent respecter certaines normes très restrictives de construction,
- midicar de ligne, à l'origine d'une commande de la compagnie de transport public suisse CarPostal et qui, ensuite, a été commercialisée.

Comme toujours, Cacciamali a réalisé ce modèle sur une base Iveco. Toutefois, quelques exemplaires de ce modèle ont été produits équipés d'un moteur MAN, à la demande particulière d'un autocariste allemand.